# 佐藤一郎 (画家)
佐藤 一郎（さとう いちろう、1946年8月26日 - ）は、日本の男性画家であり、絵画材料学、絵画技術学の研究者である。1999年から2014年に東京芸術大学教授を務め、定年退職後、2014年から2019年まで金沢美術工芸大学大学院専任教授、2019年に東北生活文化大学学長に就任した。

## 概要
マックス・デルナーの『絵画技術体系』の訳者にしてウィーン幻想派の画家ルドルフ・ハウズナーに師事した画家にふさわしい、混合技法による数々の絵画を描いている。それは、グレーズ (彩色技術)やインプリマトューラといった技法を巧みに用い、強い光沢を備えているものもそれでいてくどくない、油絵具の透明性や物体性を活かした霊妙な作品である。ハウズナーの作品との出会いに関しては、大学院修士課程にあったとき、小田急百貨店で開催されたウィーン幻想派展において、ハウズナーの『黄色い帽子の道化師』がデスパレートな気分に浸っていた自分の琴線に触れたと述べている。
絵画技術学の導入を、古代ギリシアの哲学者アリストテレスの『形而上学』第一巻第一章冒頭である「すべての人間は、生まれつき、知ることを欲する。その証拠として感官知覚（感覚）への愛好が挙げられる。というのは、感覚はその効用を抜きにしても、すでに感覚することそれ自らのゆえにさえ愛好されるものだからである。しかし、殊にそのうちでも最も愛好されるのは、目によるそれ〔すなわち視覚〕である。けだし、われわれは、ただ単に行為しようとしてだけでなく全く何事も行為しようとしていない場合にも、いわばほかのすべての感覚にまさって選び好むものである。その理由はこの見ることが他のいずれの感覚よりも最もよくわれわれに物事を認知させ、その種々の差別を明らかにしてくれるからである。」の引用ではじめる佐藤は、油絵具という材料の誕生の背景に視覚の何であるかという問いの存在を認め、西洋の人々が油画の（物質的な）構成要素に視覚の構造自体を仮託していたと考える。そして、絵画はイリュージョンであっても、単なる像ではなく物質として存在 しているという事態に着眼する。

## 経歴
- 1946年 - 宮城県古川市に生まれ、仙台市で育つ
- 1965年 - 宮城県仙台第二高等学校卒業[7]
- 1970年 - 東京芸術大学美術学部絵画科油画専攻卒業 東京藝術大学卒業制作、買い上げ・大橋賞受賞
- 1972年 - 東京芸術大学大学院美術研究科修士課程油画修了
- 1973年 - 東京芸術大学研究生修了後、ドイツ学術交流会留学生（DAAD）として、ハンブルク美術大学に留学（-1977）
- 1981年 - 東京芸術大学博士課程油画専攻を単位取得退学し、同大学美術学部絵画科常勤講師（油画技法材料研究室）（-1986）
- 1986年 - 東京芸術大学助教授（油画技法材料研究室）（-1998）
- 1995年 - 文部省在外研究員として、ウィーン美術大学修復学科に在籍（-1996）
- 1999年 - 東京芸術大学美術学部教授（油画技法材料研究室、兼担：文化財保存学保存修復油画研究室）
- 2014年 - 金沢美術工芸大学大学院専任教授

### 展覧会歴
- 1970年 - 東京芸術大学卒業制作展（買い上げ、大橋賞受賞）
- 1971年 - 個展（スルガ台画廊・みゆき画廊）
- 1972年 - 東京芸術大学卒業制作展、個展（あかね画廊）
- 1973年 - 安井賞候補展（1984. 1989）
- 1977年 - 国際形象派展（日本橋三越本店、 1981）
- 1978年 - 個展（ヒロ画廊、 1983. 1986. 1989. 1991）、具象現代展（上野松坂屋、 1986）
- 1979年 - 明日への具象展（日本橋高島屋、 1981-83）
- 1981年 - 油絵大賞展（セントラル美術館・佳作賞）1984日本青年画家展（日本橋高島屋、 1985.87.88）
- 1985年 - 具象絵画ビエンナーレ（神奈川県立近代美術館他）、みやぎの五人展（宮城県美術館）
- 1993年 - IMA「絵画の今日」展（新宿三越美術館、 1995. 1997）
- 1996年 - うしく現代美術展（牛久市市民会館、- 1998、2000-2007）
- 2003年 - 個展（東海ステーションギャラリー）
- 2004年 - 個展（日本橋三越本店、仙台三越）
- 2005年 - 「Reflex展」（本学陳列館）、「D/J Brand 展」（本学美術館）
- 2007年 - 日本美術「今」展（日本橋三越本店）
- 2014年 - 佐藤一郎退任記念展（東京芸術大学大学美術館）

### 著書・訳書・論文
- 1977年 -「テンペラと混合技法」アトリエ No.605
- 1980年 -『マックス・デルナー：絵画技術体系』（美術出版社）翻訳
- 1982年 -「感覚の再現としての透層」季刊みずゑ 第1号
- 1985年 -「ルーベンスの絵画作品と油粗描」三彩8月号
- 1986年 -「エル・グレコ ディテールを読む」季刊みずゑ941
- 1987年 -「明治期油画作品の自然科学的調査による材料、技法、保存、修復に関する基礎的研究 I- IV」東京芸術大学美術学部紀要 22-25号）
- 1988年 -『絵画技術入門』（美術出版社）、「見ること描くこと」岩波講座『教育の方法』7巻
- 1991年 - 現代の屏風絵（山梨県立美術館他）
- 1992年 - 『明治前期油画基礎資料集成』（中央公論美術出版）共著、「浅井忠「収穫」と「写真の位置」」東京芸術大学美術学部紀要 27号
- 1993年 - 『クルト・ヴェールテ：絵画技術全書』（美術出版社）監修翻訳、IMA「絵画の今日」展（新宿三越美術館、 1995. 1997）
- 1996年 - 「東京美術学校西洋画科油画作品の研究I-VI」東京芸術大学美術学部紀要31-36号、うしく現代美術展（牛久市市民会館、- 1998、2000-2005）
- 2000年 - 「ペンの種類と発達」「筆記インクの変遷」『印刷博物誌』凸版印刷
- 2001年 - 「理想的な油絵具」ホルベイン工業産学共同研究（-2007）
- 2003年 - 「東京美術学校西洋画科自画像および学生制作品の研究I- V」東京芸術大学美術学部紀要38-43号
- 2004年 - 『明治後期油画基礎資料集成』（中央公論美術出版）共著、「流出文化財バーミアーン壁画調査研究」東京文化財研究所との共同研究（-2005）、「デジタルメディアを基盤とした21世紀の芸術創造」（科学技術振興機構）研究（-2007）
- 2005年 - 『トンプソン教授のテンペラ画の実技』（三好企画）翻訳

### 教育活動・社会活動
絵画科油画専攻「絵画実技」「絵画材料」「絵画技術」、共通科目「絵画技法史・材料論」、その他文化財保存学科、藝術学科の集中講義を担当・岩手大学 (1979-81) 、宮城教育大学 (1984. 87.90. 93) 、群馬大学 (1981-83) 、筑波大学 (1986.87,05,07) 、三重大学 (1984.85.88. 91. 93.94) 、愛知県立藝術大学 (1992-95.97-07) 、沖縄県立藝術大学 (1995.98.99) 、高知大学 (1999,03) 、信州大学（2000,03）、川崎市市民アカデミー（1997-07）、妙高高原夏の藝術学校（1998-07）、集中講義および油画実技を担当 ・ドイツ学術交流会試験官 (1993-95,97-98,06-07) 、宮城県美術館石膏管理委員会委員 (1993-00) 、大学評価学位授与機構臨時専門委員（2000-07）、文化財保護藝術振興財団評議員（2002-07）、大学設置、学校法人審議会（大学設置分科会）美術専門委員（2004-07）、アートアニュアル（せんだいメディアテーク）審査員（2001-05）、「ファン・エイク」（1996,2005）「ベラスケス」（1999）NHK教育TV『新日曜美術館』、「ラピスラズリ」NHKBS2『なんでもクラフト』（2000）、「油絵具の特徴」放送大学講座『物質環境講座』（2001）、「台東区賞展について」（古川市講堂）講演（2001）、「油画を読む」（大川美術館）（2002,04）、「絵画技術学」（杭州、中国美術学院）講演（2007）

## 代表作品
- 『透視肖像の図』 1969-70
- 『調色板と電熱器』 1976/1977
- 『青葉』 1984
- 『那智大滝』 1997
- 『蔵王御釜』 2005

### パブリックコレクション
- 東京藝術大学大学美術館
- 栃木県立美術館
- 宮城県美術館
- 宮城県知事室
- 青梅市美術館
- 古川市
- 吉野作造記念館
- 図書館情報大学
- 宮城県仙台第二高等学校
- 宮城テレビ放送
- 外務省
- 日本郵船
- 国会議事堂

## 著書・訳書等
- 『絵画技術体系』 マックス・デルナー 著 ハンス・ゲルト・ミュラー 著（改訂）佐藤一郎 訳 美術出版社 1980/01 ISBN 4568300347 ISBN 978-4568300345
- 『絵画技術体系』 マックス・デルナー 著 ハンス・ゲルト・ミュラー 著（改訂）佐藤一郎 訳 美術出版社 1980/10 ASIN: B000J840KE
- 『絵画技術入門―テンペラ絵具と油絵具による混合技法 (新技法シリーズ) 』 佐藤 一郎 著 美術出版社 1988/11 ISBN 4568321468 ISBN 978-4568321463
- 『絵画技術全書』 クルト・ヴェールテ(Kurt Wehlte) 著 ゲルマール・ヴェールテ (Germar Wehlte) 著（改訂）佐藤一郎 監修翻訳 戸川英夫 訳 真鍋千絵 訳 美術出版社 1993/03 ISBN 4568300460 ISBN 978-4568300468
- 『明治前期油画基礎資料集成―東京芸術大学収蔵作品』 坂本一道 編集 中央公論美術出版 1991/03 ISBN 480550210X ISBN 978-4805502105
- 『色彩から歴史を読む―モノに潜む表現・技術・認識』 神庭信幸 著 村上隆 著 小林忠雄 著 吉田憲司 著 ダイヤモンド社 1999/02 ISBN 4478920249 ISBN 978-4478920244
- 『印刷博物誌』 凸版印刷印刷博物誌編纂委員会 編集 凸版印刷 2001/06 ISBN 4877381309 ISBN 978-4877381301
- 『明治後期油画基礎資料集成―東京芸術大学収蔵作品』 佐藤 一郎 編集 中央公論美術出版 2004/09 ISBN 4805504579 ISBN 978-4805504574
- 『トンプソン教授のテンペラ画の実技』 ダニエル・バーニー・トンプソン 著 佐藤 一郎 訳 東京芸術大学大学院美術研究科絵画専攻油画技法材料研究室 東京芸術大学大学院美術研究科文化財保存学専攻保存修復油画研究室 中川経子 三好企画 2005/08 ISBN 4938740567 ISBN 978-4938740566